# Ur So Gay
A Ur So Gay Katy Perry debütáló kislemeze, melynek rendezője Greg Wells, hangmérnöke Drew Pearson. Ez volt Perry első dala új kiadójánál, amely később helyet kapott One of the Boys című albumán. A dal digitálisan valamint 12" EP-ként jelent meg. A Capitol Records weboldaláról ingyenesen volt letölthető. A lemez borítójára felkerült a 'Csak szülői felügyelettel hallgatható' címke.

## Háttér
A dalról kérdezve Perry elmondta: ez egy "könnyed helló". "Nem volt cél, hogy nagy dal legyen, vagy bemutassa, hogy miről szól az album. Ez az internetes bloggereknek szólt, így nem jövök csak úgy a semmiből."
A megjelenéshez a kiadó megkérte az énekesnőt, hogy készítsen egy feldolgozást. Eredetileg egy Queen dal lett volna, de nem talált egy lehetséges klubzenét. Amikor barátaival egy szórakozóhelyen jártak, épp a Your Love szólt a The Outfield-től. Perry elmondta, amikor ez a dal elkezdődött, az összes lány odagyűlt a tánctérre, ő pedig pont ilyen hatást szeretett volna.

## Promóció és fogadtatás

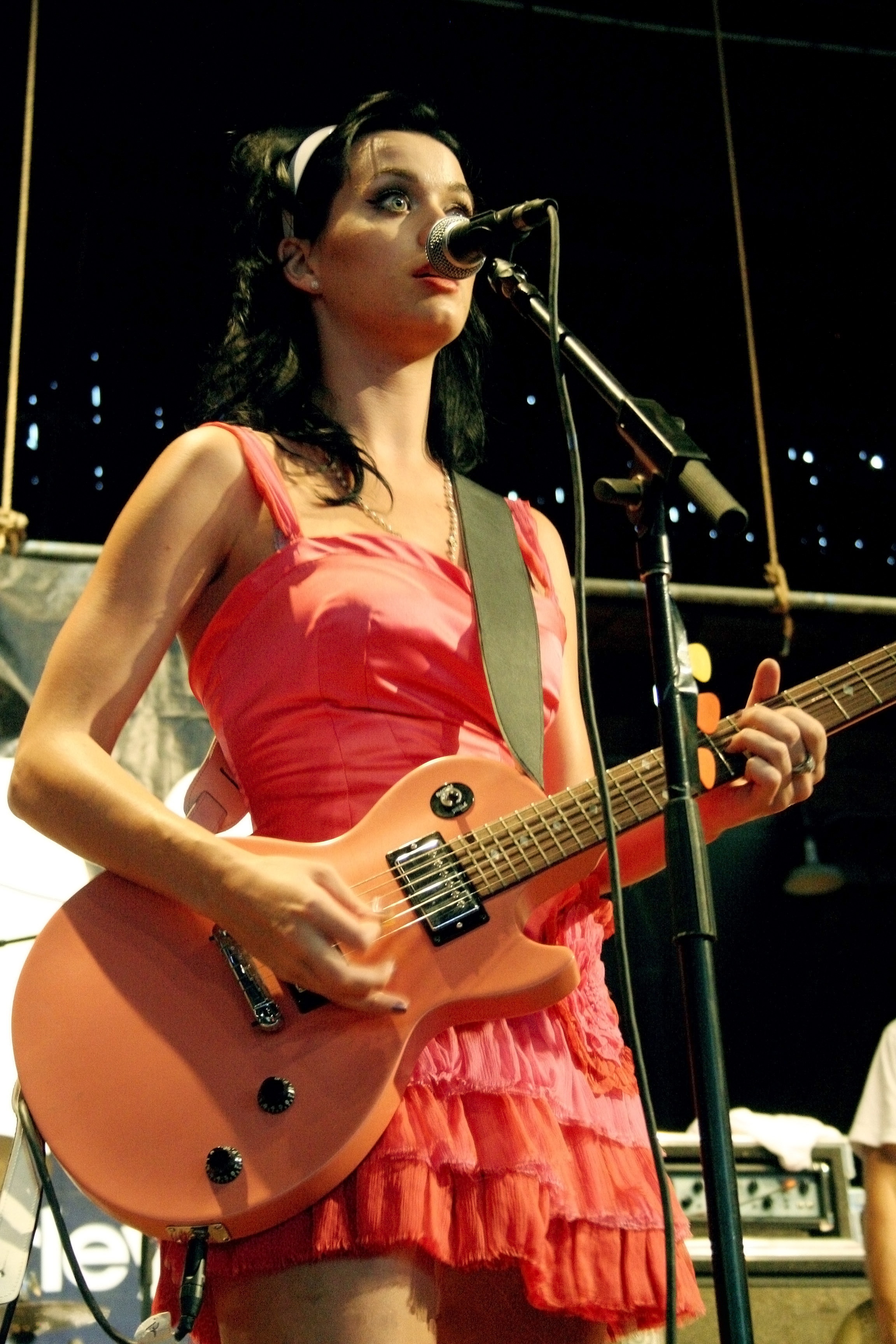
Perry előadás közben

Perry dala reflektorfénybe került, miután Madonna a KRQ 93.7 rádió JohnRay & Rich reggeli műsorában elmondta, hogy a dal az aktuális kedvencei közé tartozik, emellett Ryan Seacrest Morning Show-jában szintén megemlítette.
A dalszöveget pozitívan jellemezték, mint "18 fajtája a rossznak". A dal maga "emo-bíráló himnusz, ami egyszerre rémesen homofób, képmutató társadalmi megjegyzés vagy talán mindkettő." A St. Petersburg Times szerint: "nyársra húzza a pasikat... nem homofób, de püföli azokat a srácokat, akik nem tudják kezelni őt."
Néhány kritika mégis úgy foglalta össze, hogy a dal homofób. Az ugo.com szerint a dal "homofóbia-szállóige", az AllMusic úgy írta le, mint "meleg-csalógató".

## Videóklip
A videót Walter May rendezte. A klipben Perry a dalt egy színes rajzfilmszerű háttér előtt adja elő, amelyen felhők láthatóak smiley arcokkal. A karaktereket Fashion Royalty babák keltik életre.

## A kislemez dalai
7" promó
A oldal
1. "Ur So Gay" – 3:39

B oldal
1. "Use Your Love" – 3:01

Remixlemez dallista
1. "Ur So Gay" ('tiszta' eredeti verzió) – 3:39
2. "Ur So Gay" (Junior Sanchez remix) – 5:53
3. "Use Your Love" (The Outfield feldolgozás) – 3:01
4. "Lost" – 4:20
5. "Ur So Gay" (eredeti instrumentális) – 3:38
6. "Ur So Gay" (Junior Sanchez instrumentális) – 5:55
7. "Ur So Gay" (eredeti a cappella) – 3:15

EP dallista
1. "Ur So Gay" – 3:39
2. "Ur So Gay" (remix) – 5:54
3. "Use Your Love" (The Outfield feldolgozás) – 3:03
4. "Lost" – 4:20

## Fordítás
- Ez a szócikk részben vagy egészben  az   Ur So Gay című angol Wikipédia-szócikk fordításán alapul.  Az eredeti cikk szerkesztőit annak laptörténete sorolja fel. Ez a jelzés csupán a megfogalmazás eredetét és a szerzői jogokat jelzi, nem szolgál a cikkben szereplő információk forrásmegjelöléseként.